# اچ‌ام‌اس داو (۱۸۹۸)

{{Infobox ship characteristics
اچ‌ام‌اس داو (۱۸۹۸) (به انگلیسی: HMS Dove (1898)) یک کشتی بود که طول آن ۲۱۴ فوت ۶ اینچ (۶۵٫۳۸ متر) Length overall بود. این کشتی در سال۱۸۹۸ (میلادی)|۱۸۹۸]] ساخته شد.